# Introducing Joe Gordon
Introducing Joe Gordon – debiutancki album studyjny amerykańskiego trębacza jazzowego Joego Gordona, wydany w 1955 roku z numerem katalogowym MG-36025 nakładem EmArcy Records.

## Powstanie
Materiał na płytę został zarejestrowany 3 (A3, B1, B3) i 8 września (A1, A2, B2) 1954 roku w Fine Sound Studios w Nowym Jorku. Utwory wykonali: Joe Gordon (trąbka), Charlie Rouse (saksofon tenorowy), Junior Mance (fortepian), Jimmy Schenck (kontrabas) i Art Blakey (perkusja).

## Lista utworów
Opracowano na podstawie materiału źródłowego.
Wydanie LP
Strona A
| Nr | Tytuł utworu  | Długość |
| -- | ------------- | ------- |
| 1. | „Toll Bridge” | 6:30    |
| 2. | „Lady Bob”    | 6:59    |
| 3. | „Grasshopper” | 6:59    |
|    |               | 20:28   |

Strona B
| Nr | Tytuł utworu   | Długość |
| -- | -------------- | ------- |
| 1. | „Flash Gordon” | 7:39    |
| 2. | „Boos Bier”    | 6:49    |
| 3. | „Xochimilco”   | 6:15    |
|    |                | 20:43   |

## Twórcy
Opracowano na podstawie materiału źródłowego.
Muzycy:
- Joe Gordon – trąbka
- Charlie Rouse – saksofon tenorowy
- Junior Mance – fortepian
- Jimmy Schenck – kontrabas
- Art Blakey – perkusja